# چشتی پلاتسر
چشتی پلاتسر (نروژی: Kjersti Plätzer؛ زادهٔ ۱۸ ژانویهٔ ۱۹۷۲) ورزشکار دو و میدانی اهل نروژ است.